# Miljenko Jergović
Miljenko Jergović (* 28. květen 1966 Sarajevo, Bosna a Hercegovina) je chorvatský spisovatel, narozený v Bosně v chorvatské rodině. Žije v Záhřebu a píše chorvatsky.

## Život
Vystudoval filosofii a sociologii na Sarajevské univerzitě, poté pracoval jako novinář. Šestnáct měsíců strávil v obléhaném Sarajevu, poté roku 1993 odjel do chorvatského Záhřebu, kde se natrvalo usadil, a kde pracuje jako spisovatel a novinář.

## Dílo
Ještě v Sarajevu vydal Jergović tři básnické sbírky. Za svou prvotinu Observatoř Varšava (1988) obdržel prestižní cenu Goran pro mladé básníky a zdálo se, že bude patřit ke klíčovým básníkům nové generace. Balkánské války na počátku 90. let ho však přiměly poezii opustit a obrátit se k próze. Zlomem se stala sbírka povídek Sarajevské Marlboro, ve které zpracoval své zkušenosti z obléhaného Sarajeva. Vyšla v Záhřebu v roce 1994, ještě před skončením války, a okamžitě zaznamenala mezinárodní ohlas. Dosud byla publikována v 19 jazycích, takže jde o jednu z nejpřekládanějších bosenských knih vůbec. Italské ministerstvo školství knihu dokonce zařadilo na seznam povinné četby středních škol. Roku 2008 vyšla i v češtině.
K jeho dalším úspěšným knihám patří Mama Leone (1999), Kažeš anđeo (2000), Dvori od oraha (2003) či Buick Riviera (2002). Tento román byl roku 2008 zfilmován Goranem Rušinovićem. V románu Wilimowski popisuje Jergović osudy polského fotbalisty Ernesta Wilimowského.
Jako novinář píše sloupky do chorvatského listu Jutarnji list a do srbského týdeníku Vreme a deníku Politika. Často vystupuje proti nacionalismu, je považován za liberála. Je znám též svými vášnivými polemikami a konflikty s jinými spisovateli. Byl zakládajícím členem bosenského PEN klubu, z něhož v roce 2020 vystoupil poté, co organizace odsoudila konání mše za oběti masakru u Bleiburgu v sarajevské katedrále.
V roce 2024 se stal laureátem literárního festivalu ve Vilenici.